# برنارد کارون
برنارد کارون (انگلیسی: Bernard Caron؛ زادهٔ ۱۱ اوت ۱۹۵۲) بازیکن فوتبال اهل فرانسه است.
از باشگاه‌هایی که در آن بازی کرده‌است می‌توان به باشگاه فوتبال نانسی، باشگاه فوتبال سدان، باشگاه فوتبال پاریس اف سی، و باشگاه فوتبال پاری سن ژرمن اشاره کرد.
وی همچنین در تیم‌های ملی فوتبال زیر ۲۱ سال فرانسه و France national football B team بازی کرده‌است.